# Mianserin

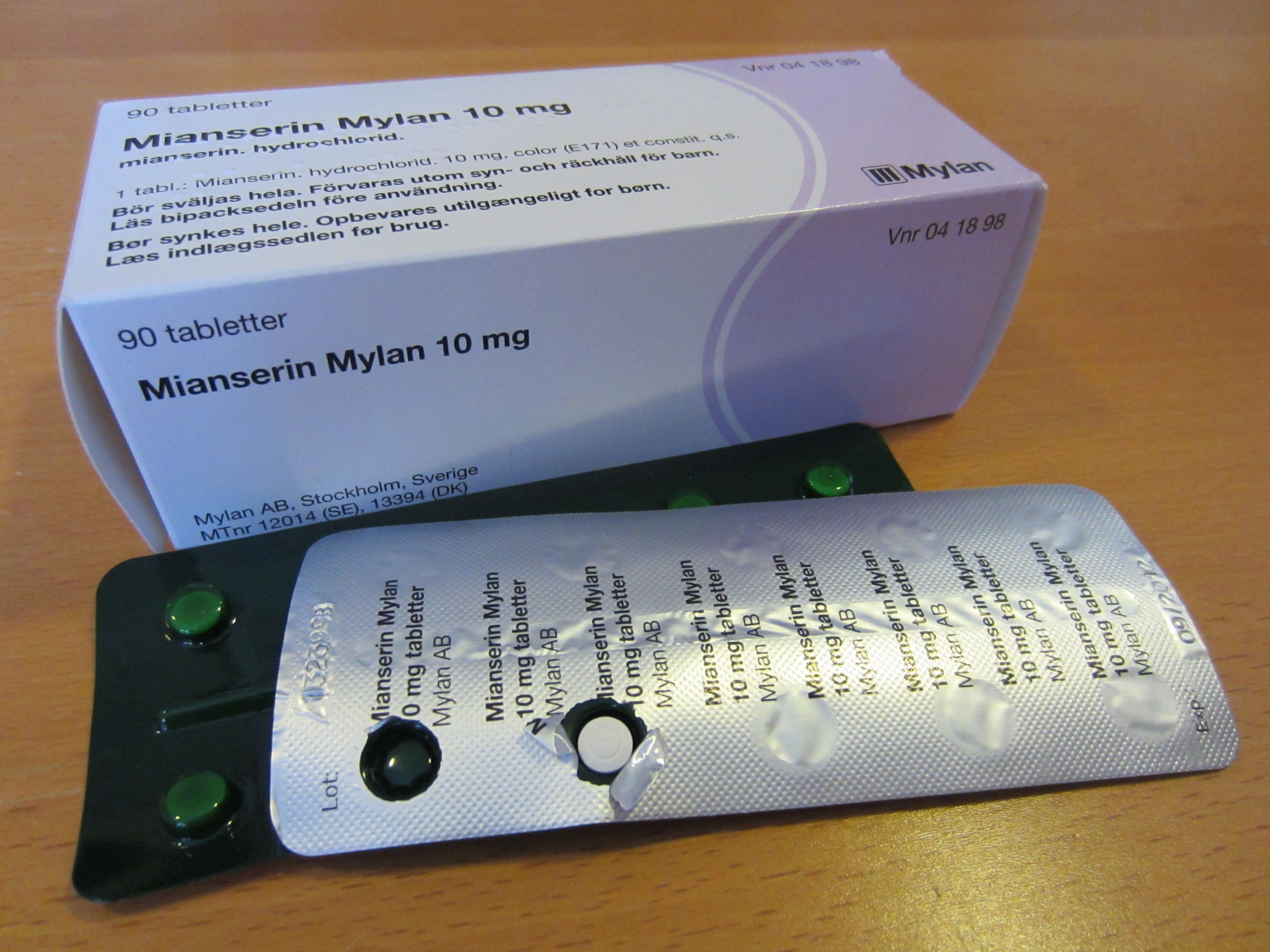
Mianserin.

Strukturformel.

Mianserin (lanserat under varunamnet Tolvon av det nederländska läkemedelsföretaget Organon) är ett antidepressivt läkemedel. Mianserin medför ökad frisättning av signalsubstansen noradrenalin och kan användas som komplement till SSRI samt användas som insomningsmedel.